# Ron Baker
Ronald Delaine "Ron" Baker (Hays, Kansas, 30 de març de 1993) és un jugador de bàsquet estatunidenc que pertany a la plantilla dels New York Knicks de l'NBA. Amb 1,93 metres d'alçada, juga en la posició d'escorta.